# Pin Point
Pin Point, även benämnd Droppen[källa behövs], är en 22,8 meter hög skulptur av konstnären Olov Tällström. Skulpturen är tillverkad av rostfritt stål och uppfördes på Fristadstorget i Eskilstuna den 21 oktober 2014. Verket invigdes officiellt den 25 oktober 2014 i samband med återinvigningen av det nyrenoverade Fristadstorget. Vid invigningen talade både konstnären Olov Tällström och kultur- och fritidsnämndens ordförande Mona Kanaan.
Namnet "Pin Point" valdes av Tällström efter en tids övervägande och reflektion kring verkets koncept. Skulpturen fungerar som en symbolisk markör som sätter Eskilstuna på kartan. Den uppåtpekade nålspetsen skapar en paradox och ger betraktaren utrymme för olika tolkningar.
Konstverket finansierades som en del av ombyggnadsbudgeten för torget under 2013 och 2014. Det valdes ut i en tävling där sex konstnärer deltog. Juryn motiverade valet av Pin Point som det verk som bäst gestaltar platsens karaktär och fungerar som en magnet som drar besökare till torget.